# Autobuses de Lérida
Autobuses de Lérida (en catalán y oficialmente Autobusos de Lleida, SA) es la empresa encargada de gestionar las líneas urbanas de autobuses en la ciudad de Lérida. La red cuenta con 12 líneas regulares y llega a todos los barrios urbanos y parte del área metropolitana, conectándolos con el centro de la ciudad.
Las líneas de Autobuses de Lleida transportaron 7 426 679 pasajeros al año 2008.

## Historia
La actual empresa Autobuses de Lérida nace en el año 1985, cuando el ayuntamiento de la ciudad anuló la concesión a Automóviles y Transportes, SA (ATSA) la empresa privada que gestionaba el servicio desde 1943.
La empresa volvería a ser privatizada el año 2002, cuando el ayuntamiento convocó un concurso público que ganó el grupo vallesano Sarbus (actual Moventis). La Paeria se reservó la capacidad de modificar el recorrido de las líneas.
Sarbus comenzó a gestionar el servicio el 1 de julio de 2002 y durante los años siguientes ejecutó un plan de mejora general de la empresa adquiriendo nuevos autobuses, modificando el recorrido de algunas líneas, introduciendo un sistema de pago con tarjetas sin contacto recargables y un sistema GPS que permite equipar algunas paradas con pantallas para conocer la situación de los autobuses en tiempo real y un sistema de megafonía y paneles visuales dentro de los autobuses.

## Tarifas
| Precio            | Precio |
| ----------------- | ------ |
| Billete ordinario | 1,20 € |
| T-Nostra B        | 2,85 € |
| T-Estudiant       | 5,00 € |

Desde el 1 de febrero de 2012, el resto de tarjetas han pasado a formar parte del Sistema Tarifario Integrado (STI) de la ATM de Lleida, aplicándose en consecuencia las tarifas fijadas por dicho órgano.<ref

## Líneas

### Diurnas

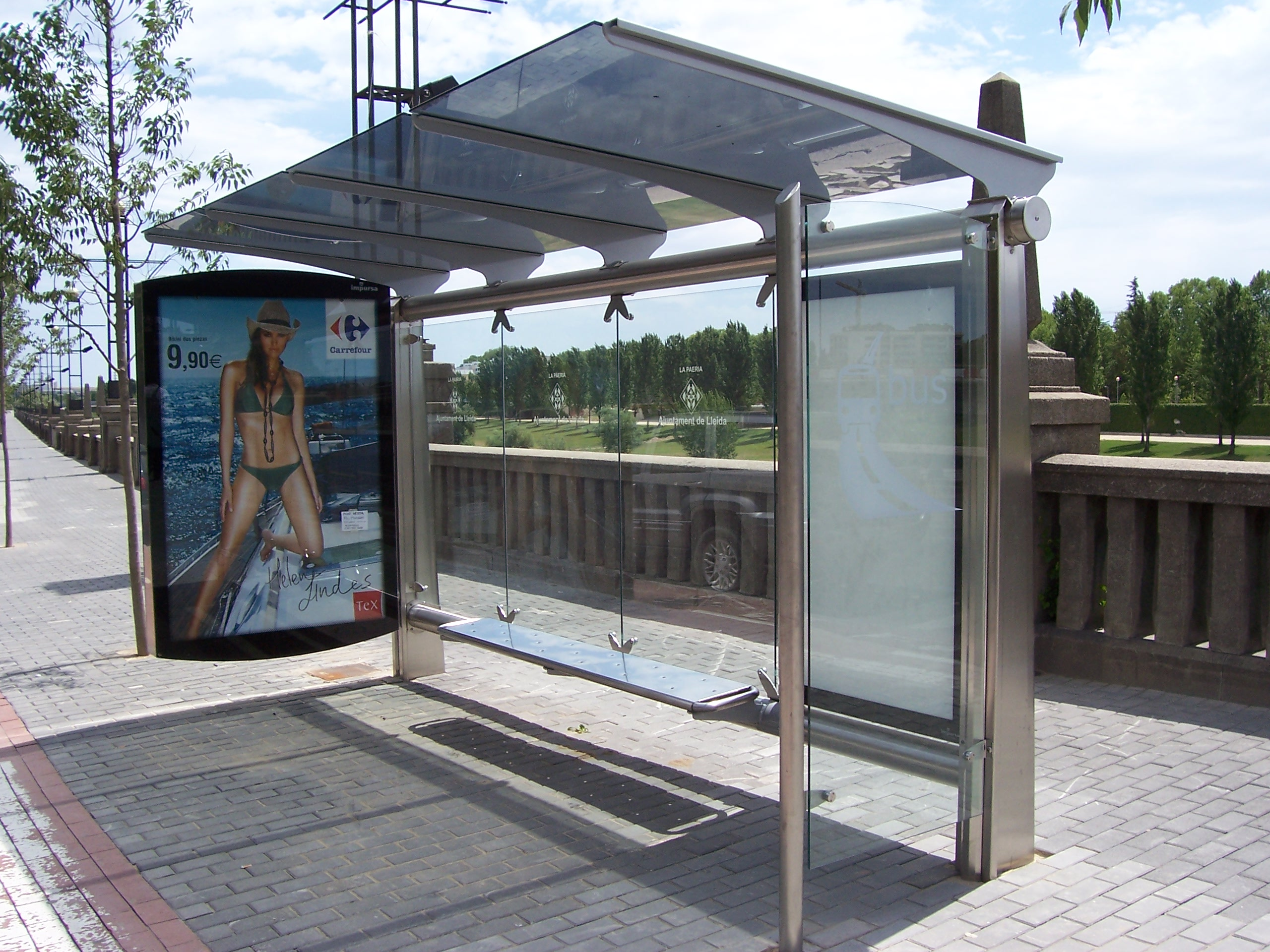
Una marquesina de Autobusos de Lleida.

| Línea | Nombre                                                   |
| ----- | -------------------------------------------------------- |
|       | Interior                                                 |
|       | Ronda - Hospitals                                        |
|       | Exterior - Hospitals                                     |
|       | Pardinyes - Mariola - Parc Cientific                     |
|       | Cappont - Arnau de Vilanova (Per Pardinyes i Balàfia)    |
|       | Mercat Bordeta - Arnau de Vilanova - Agrònoms - Tanatori |
|       | Costa Magraners - Av. Sant Pere/Secà                     |
|       | Balàfia - Clot - Centre                                  |
|       | Polígons                                                 |
|       | Llívia - Caparrella                                      |
|       | Centre Històric (Suprimida)                              |
|       | Ronda                                                    |
|       | Bus Turístico                                            |

### Nocturnas
| Línea                       | Nombre                        |
| --------------------------- | ----------------------------- |
| La Llotja - Servei Especial | La Lonja - Servicio Especial  |
| NL1                         | Lérida - La Granja de Escarpe |
| NL2                         | Lérida - Alfarrás             |

### Extinguidas
| Línea               | Nombre                                    |
| ------------------- | ----------------------------------------- |
| 3 (Extinguida)      | Pardinyes                                 |
| 4 (Extinguida)      | Mariola-Parc Científic                    |
| 5 (Extinguida)      | La Bordeta                                |
| 6 (Extinguida)      | Magraners                                 |
| 7 (Extinguida)      | Secà                                      |
| 8 (Extinguida)      | Balàfia - Gualda                          |
| 9 (Extinguida)      | Hospitals                                 |
| 10 (Renombrada)     | Exterior                                  |
| 10 (Extinguida)     | Fleming                                   |
| 11 (Extinguida)     | Llívia - Caparrella                       |
| 11B (Extinguida)    | Llívia - Caparrella - Butsènit            |
| 12 (Extinguida)     | C. Històric - Univ.                       |
| 12 (Extinguida)     | Jutjats                                   |
| 13 (Extinguida)     | Cappont                                   |
| 14 (Extinguida)     | Agrònoms                                  |
| 15 (Extinguida)     | Seu Vella                                 |
| BS (Extinguida)     | Basses                                    |
| ING (Extinguida)    | Institut Gualda                           |
| LCC (Extinguida)    | Caparrella                                |
| LP (Extinguida)     | Polígons                                  |
| 17 (Extinguida)     | La Bordeta-Ciutat Jardí                   |
| 18 (Extinguida)     | Palacio de Congresos - Rambla de la Mercè |
| 19 (Extinguida)     | Butsènit                                  |
| Wonder (Extinguida) | WONDER                                    |
| NL3 (Extinguida)    | Corbins - Lérida - Almacellas             |
| NL4 (Extinguida)    | La Portella - Lérida - Mayals             |